# Gerrit Solleveld
Gerrit Solleveld (ur. 8 czerwca 1961 w De Lier) – holenderski kolarz szosowy i torowy, złoty medalista szosowych mistrzostw świata.

## Kariera
Największy sukces w karierze Gerrit Solleveld osiągnął w 1982 roku, kiedy wspólnie z Maartenem Ducrotem, Fritsem van Bindsbergenem i Gerardem Schipperem zdobył złoty medal w drużynowej jeździe na czas na szosowych mistrzostwach świata w Goodwood. Był to jednak jedyny medal wywalczony przez niego na międzynarodowej imprezie tej rangi. Ponadto w 1980 roku był drugi w Tour de la Province de Namur, rok później wygrał Omloop Het Volk w kategorii amatorów, w 1982 roku był najlepszy w klasyfikacji generalnej Olympia's Tour, w 1986 roku wygrał Ronde van Midden-Zeeland, w 1987 roku wygrał Tour Méditerranéen, a dwa lata później zwyciężył w wyścigu Gandawa-Wevelgem. Kilkakrotnie startował w Tour de France, jednak nigdy nie uplasował się w pierwszej setce klasyfikacji generalnej. Mimo to wygrywał po jednym etapie TdF w 1985 i 1990 roku. W 1992 roku wziął udział w Vuelta a España, zajmując 137. miejsce. W 1983 roku został mistrzem Holandii w wyścigu ze startu wspólnego amatorów, a dwa lata wcześniej zdobył też medal na torze, zajmując drugie miejsce w windywidualnym wyścigu na dochodzenie. Nigdy nie wystąpił na igrzyskach olimpijskich.